# Betydelseomfång
Betydelseomfång, alla de ting som ett begrepp kan tillämpas på. Betydelseomfånget hos ordet punkt är alla punkter som finns.